# Corniglia
Corniglia là một frazione ("phần nhỏ") của thị xã Vernazza ở tỉnh La Spezia, vùng Liguria, phía Bắc Italia. Không giống như các địa phương khác của Cinque Terre, Corniglia không trực tiếp giáp biển. Thay vào đó, nó là trên đỉnh của một mũi đất cao khoảng 100 mét, được bao bọc ba mặt bởi những vườn nho và ruộng bậc thang và các bên thứ tư xuống dốc trên biển. Để đến được Corniglia, cần phải leo lên Lardarina.
Làng trải dài dọc theo con đường chính, đường Fieschi và những ngôi nhà có một mặt phải đối mặt với con đường này và mặt kia phải đối mặt với biển. Corniglia được đặc trưng bởi những con đường hẹp và sân thượng một thu được trong đá mà từ đó tất cả bốn làng khác Cinque Terre, hai trên một mặt và hai mặt khác, có thể được nhìn thấy. Cơ cấu quy hoạch đô thị cũng trình bày những đặc điểm ban đầu so với các làng khác: những ngôi nhà thấp thiết lập, và chỉ gần đây cao hơn, tương tự như của các làng nội địa.